# Santa Cruz de Bravo, Puebla
Santa Cruz de Bravo är en ort i Mexiko.   Den ligger i kommunen Petlalcingo och delstaten Puebla, i den sydöstra delen av landet, 190 km sydost om huvudstaden Mexico City. Santa Cruz de Bravo ligger 1 238 meter över havet och antalet invånare är 293.
Terrängen runt Santa Cruz de Bravo är huvudsakligen kuperad, men den allra närmaste omgivningen är platt. Santa Cruz de Bravo ligger nere i en dal. Runt Santa Cruz de Bravo är det glesbefolkat, med 16 invånare per kvadratkilometer. Närmaste större samhälle är Petlalcingo, 8,4 km öster om Santa Cruz de Bravo. I omgivningarna runt Santa Cruz de Bravo växer huvudsakligen savannskog.